# Comstar 2
O Comstar 2, também conhecido por Comstar 1B (D2), foi um satélite de comunicação geoestacionário estadunidense construído pela Hughes. Ele esteve localizado na posição orbital de 94 graus de longitude oeste e foi operado pela COMSAT. O satélite foi baseado na plataforma HS-351 e sua expectativa de vida útil era de 7 anos. O mesmo saiu de serviço no ano de 1993.

## Lançamento
O satélite foi lançado com sucesso ao espaço no dia em 22 de julho de 1976, por meio de um veículo Atlas-Centaur a partir da Estação da Força Aérea de Cabo Canaveral, na Flórida, EUA. Ele tinha uma massa de lançamento de 1516 kg.